# أليكس رايت (لاعب كرة قدم)
أليكس رايت (بالإنجليزية: Alex Wright)‏ هو مدرب كرة قدم ولاعب كرة قدم بريطاني (وحمل سابقاً جنسية المملكة المتحدة لبريطانيا العظمى وأيرلندا) في مركز نصف الجناح، ولد في 1897 في أبردين في المملكة المتحدة. لعب مع كوين أوف ساوث ونادي أبردين ونادي غرينوك مورتون وهارت أوف ميدلوثيان ورابطة كرة القدم الاسكتلندية الحادية عشر ‏.